# Allier Comté Communauté
Die Communauté de communes Allier Comté Communauté  ist ein ehemaliger französischer Gemeindeverband mit der Rechtsform einer Communauté de communes im Département Puy-de-Dôme in der Region Auvergne-Rhône-Alpes. Er wurde am 28. Oktober 2002 gegründet und umfasste sieben Gemeinden. Der Verwaltungssitz befand sich im Ort Vic-le-Comte.

## Historische Entwicklung
Mit Wirkung vom 1. Januar 2017 fusionierte der Gemeindeverband mit  
- Gergovie Val d’Allier Communauté und
- Communauté de communes des Cheires

und bildete so die Nachfolgeorganisation Mond’Arverne Communauté.

## Ehemalige Mitgliedsgemeinden
1. Busséol
2. Laps
3. Sallèdes
4. Pignols
5. Vic-le-Comte
6. Yronde-et-Buron
7. Manglieu